# آنا پالک
آنا پالک (انگلیسی: Anna Palk؛ ‏ ۲۳ اکتبر ۱۹۴۱ – ۱ ژوئیهٔ ۱۹۹۰) بازیگر اهل بریتانیا بود. وی دانش‌آموختهٔ رشته بازیگری در آکادمی سلطنتی هنرهای دراماتیک بود.
از فیلم‌هایی که وی در آن‌ها نقش داشته‌است، می‌توان به ساحره‌گیری، ترغیب‌گران!، شبگردها و فارنهایت ۴۵۱ اشاره نمود.